# Blusvliegtuig

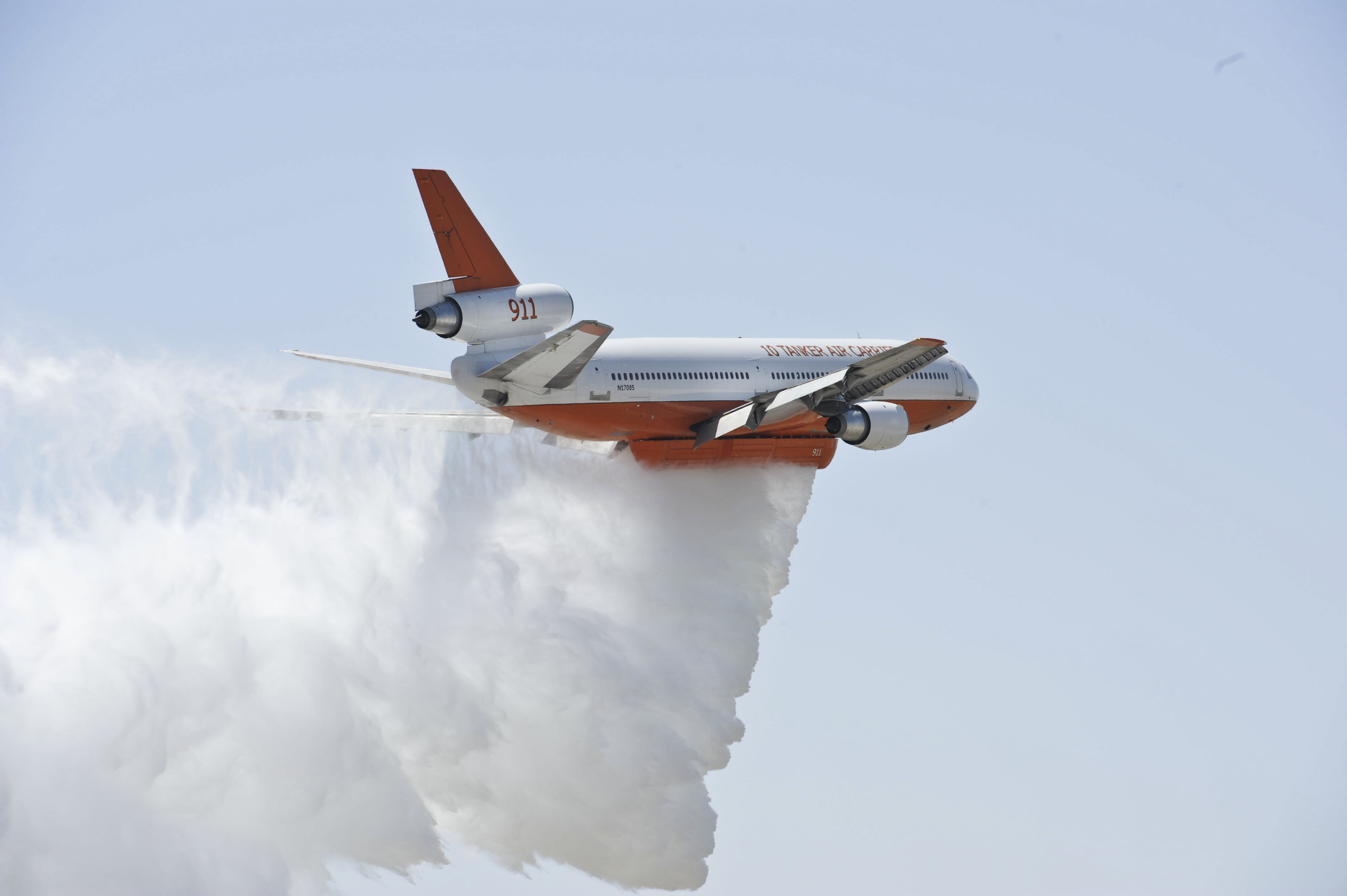
Een DC-10 Tanker demonstreert een waterdrop

Een blusvliegtuig is een vliegtuig (of helikopter) dat bedoeld is voor brandbestrijding. Het gaat in verreweg de meeste gevallen om natuurbranden, maar ook andere branden worden soms bestreden vanuit de lucht.
Een daartoe geschikt vliegtuig kan een aanzienlijke hoeveelheid water over een grotere afstand vervoeren en efficiënt in zetten bij brandbestrijding. Het voordeel is dat grotere afstanden afgelegd kunnen worden dan op conventionele wijze, bijvoorbeeld in vergelijking met een watertransportsysteem van de brandweer. Daarnaast kan op plaatsen geblust worden die op een andere wijze moeilijk bereikbaar zijn.
Het water wordt vaak niet direct op het vuur gegooid, maar in het pad van de brand om zo het vuurfront te stoppen.
Het grootste blusvliegtuig ter wereld was de Evergreen 747 Supertanker, een Boeing 747 die 77.600 liter water kon vervoeren. Het eerste aangepaste 747-toestel vloog in de Verenigde Staten vanaf 2009, en een tweede van 2016 tot 2021.

## Waterbron
Een blusvliegtuig kan aan de grond gevuld worden met water waaraan eventueel een brandvertragend middel is toegevoegd. Daarnaast kunnen sommige vliegtuigen al vliegend water 'scheppen' uit groot open water zoals een meer of rivier.
Helikopters kunnen een waterzak, een zogenaamde bambi bucket, aan een kabel vervoeren. Ook zijn er helikopters met een inwendige watertank. Deze tank kan dan gevuld worden door een zuigslang in het water te hangen en zo water in de tank te pompen terwijl de helikopter boven het wateroppervlak hangt.

## Afbeeldingen

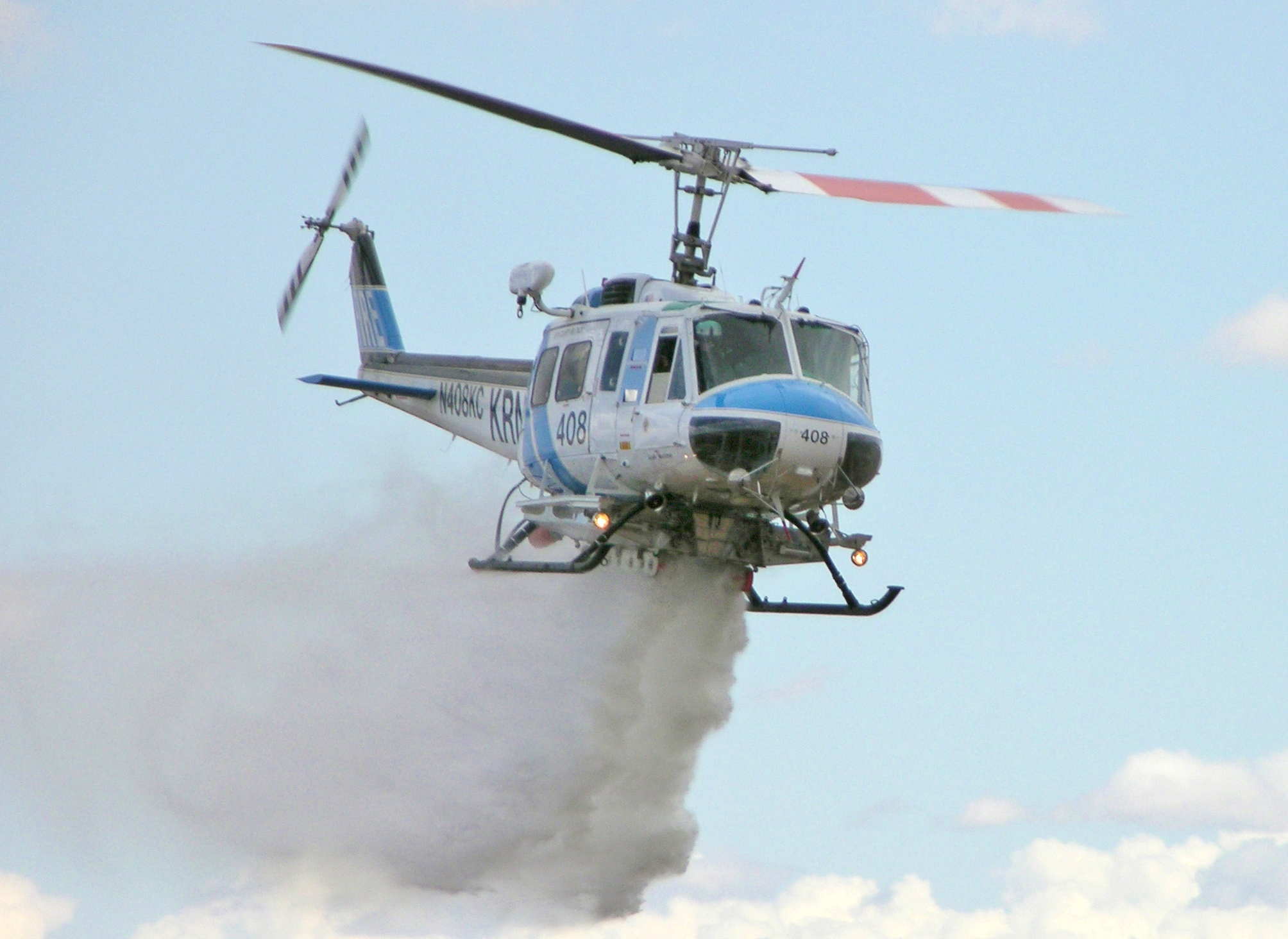
Een Bell 205 van de brandweer van Kern County in Californië tijdens een oefening op  Mojave Spaceport
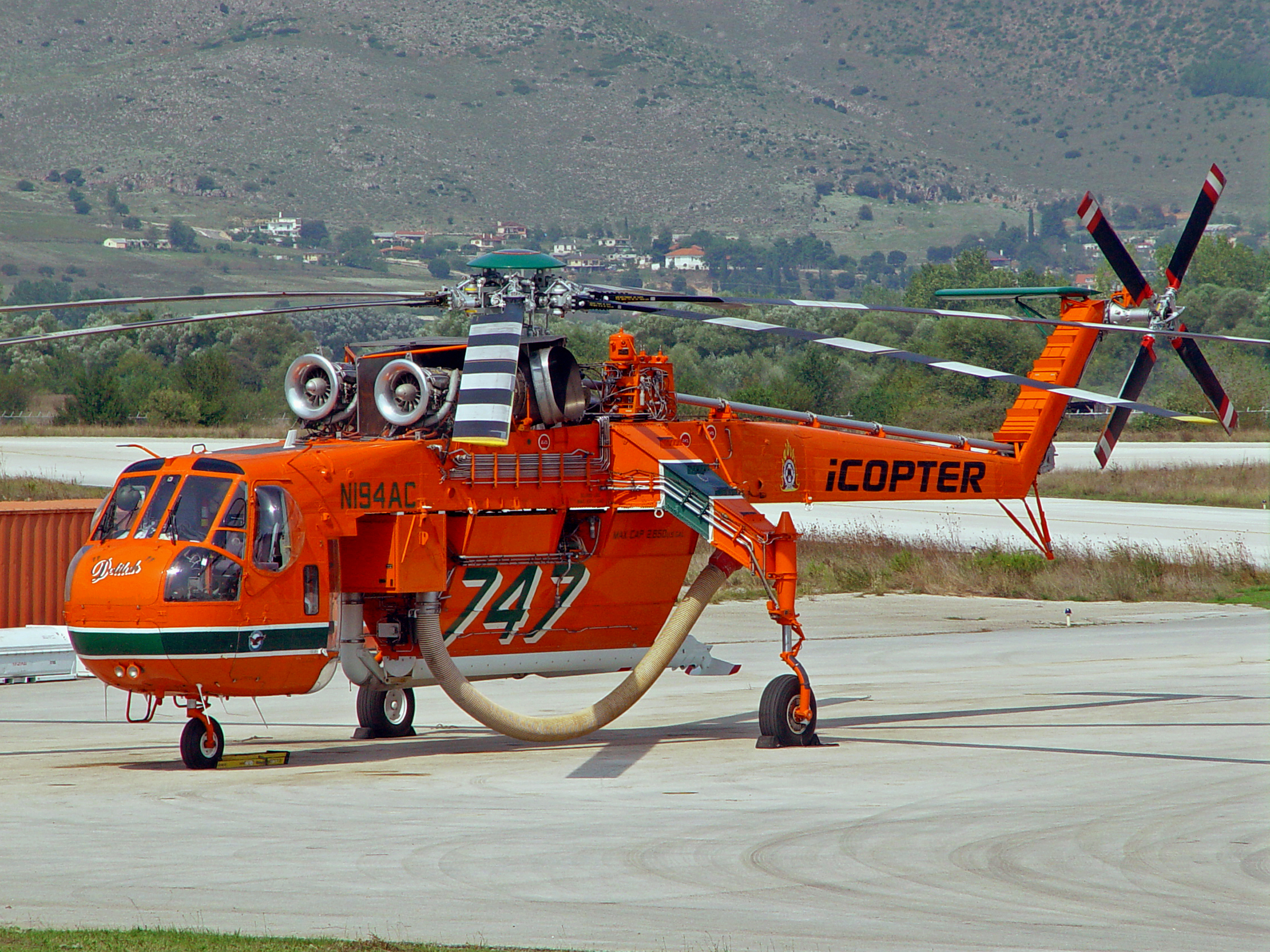
Een Erickson Air Crane op de luchthaven van Ioannina in Griekenland
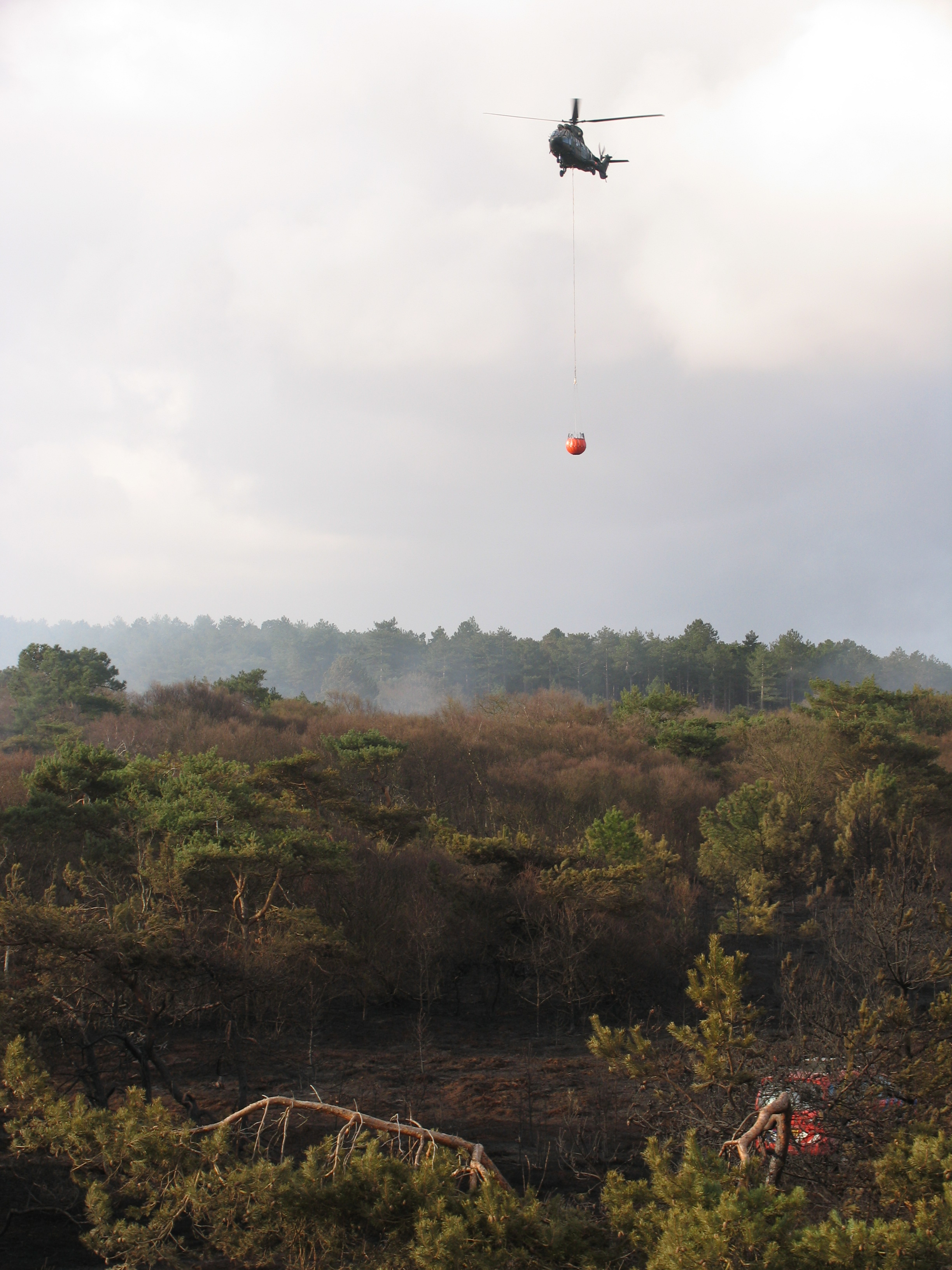
Een Cougar van de Koninklijke Luchtmacht tijdens bluswerkzaamheden bij de duinbrand bij Schoorl in april 2010
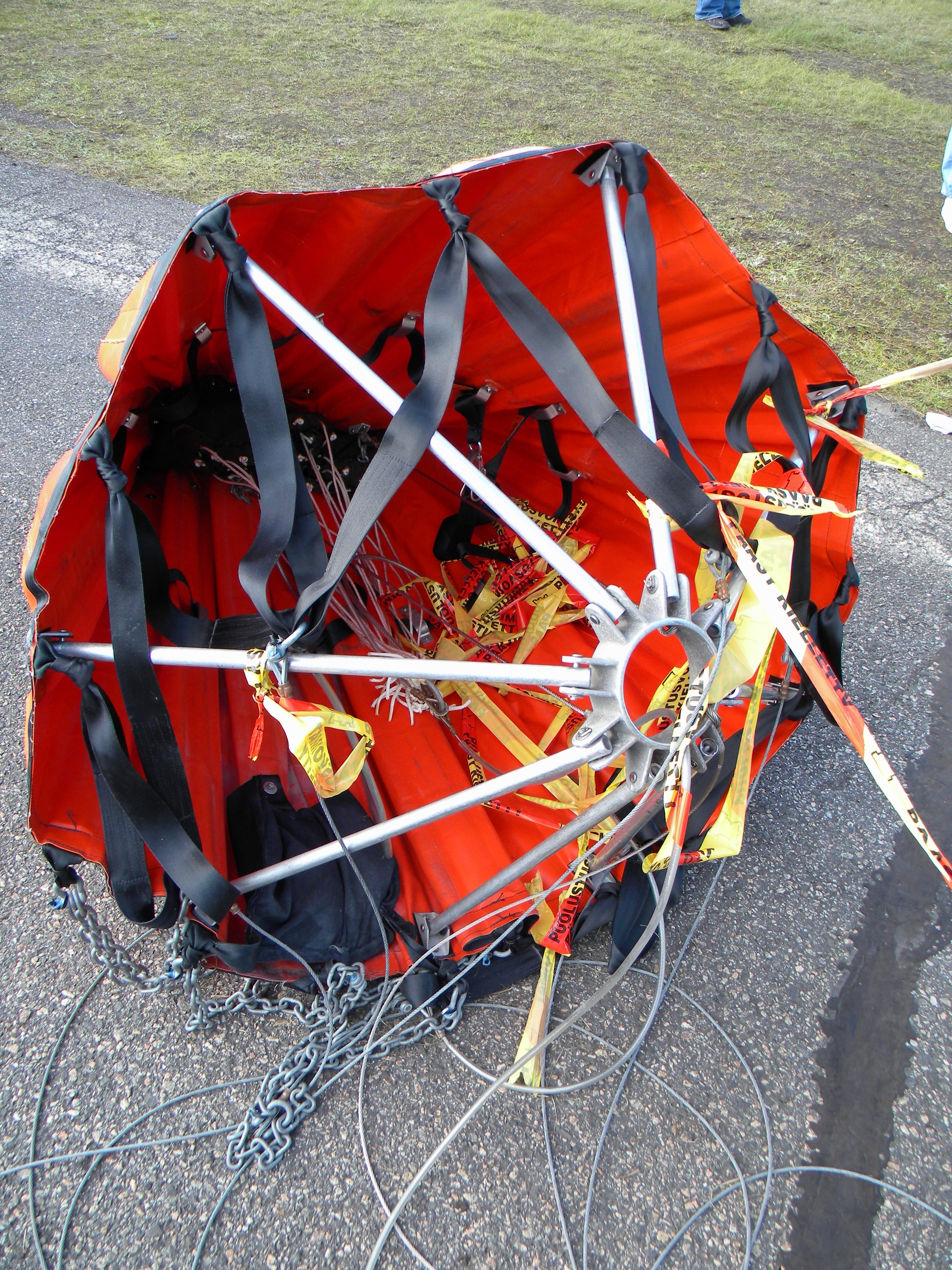
Een bambi-bucket om onder een helikopter te hangen
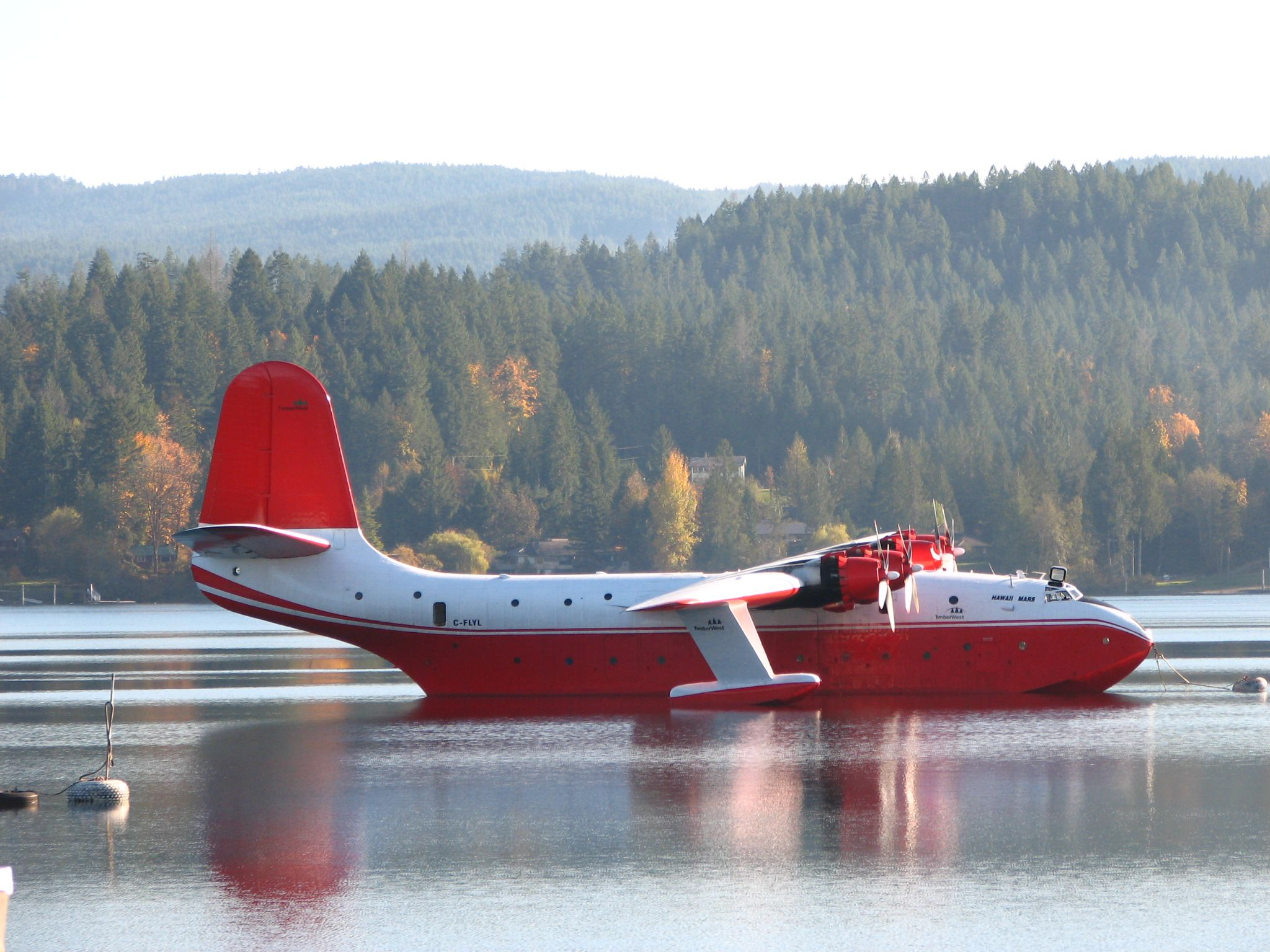
Een Martin JRM Mars, een van de grootste blusvliegtuigen ter wereld
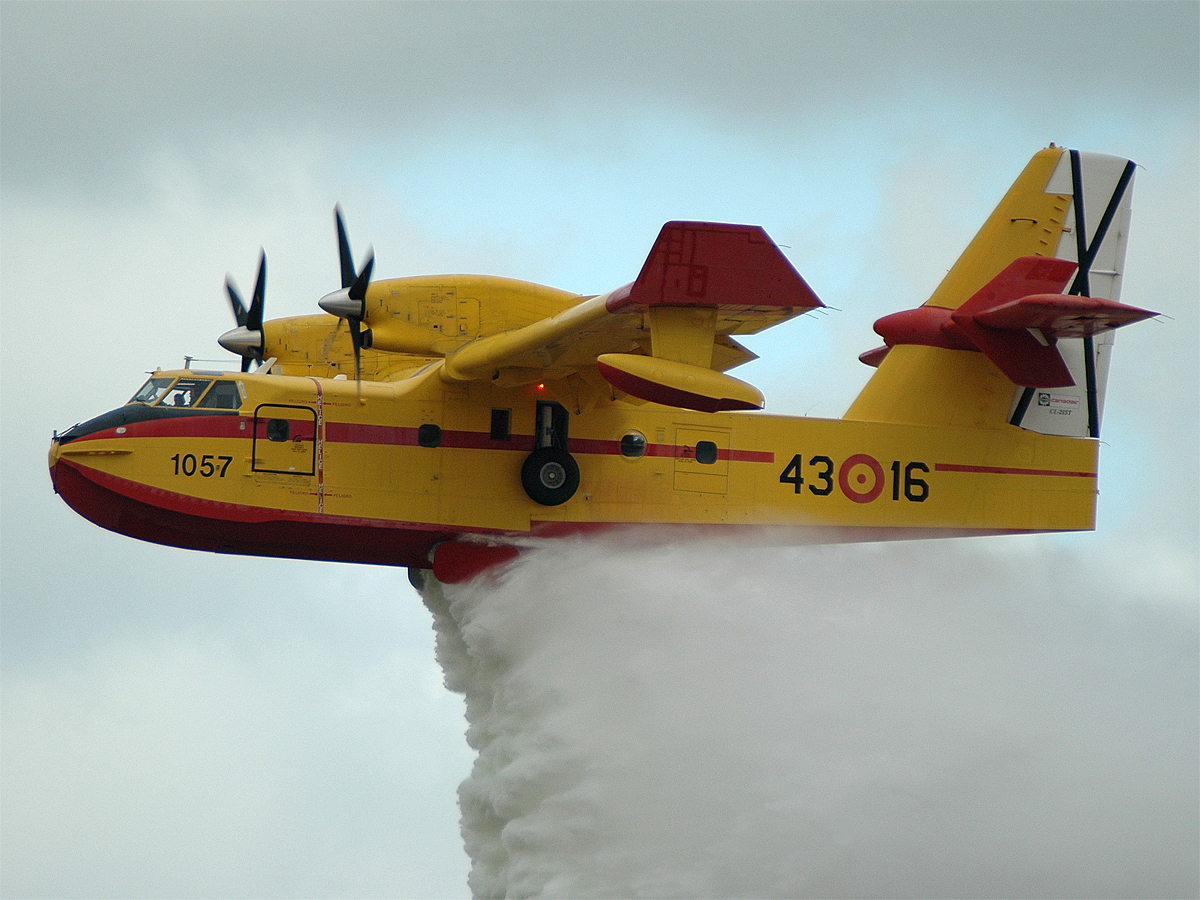
Een Canadair CL-215T
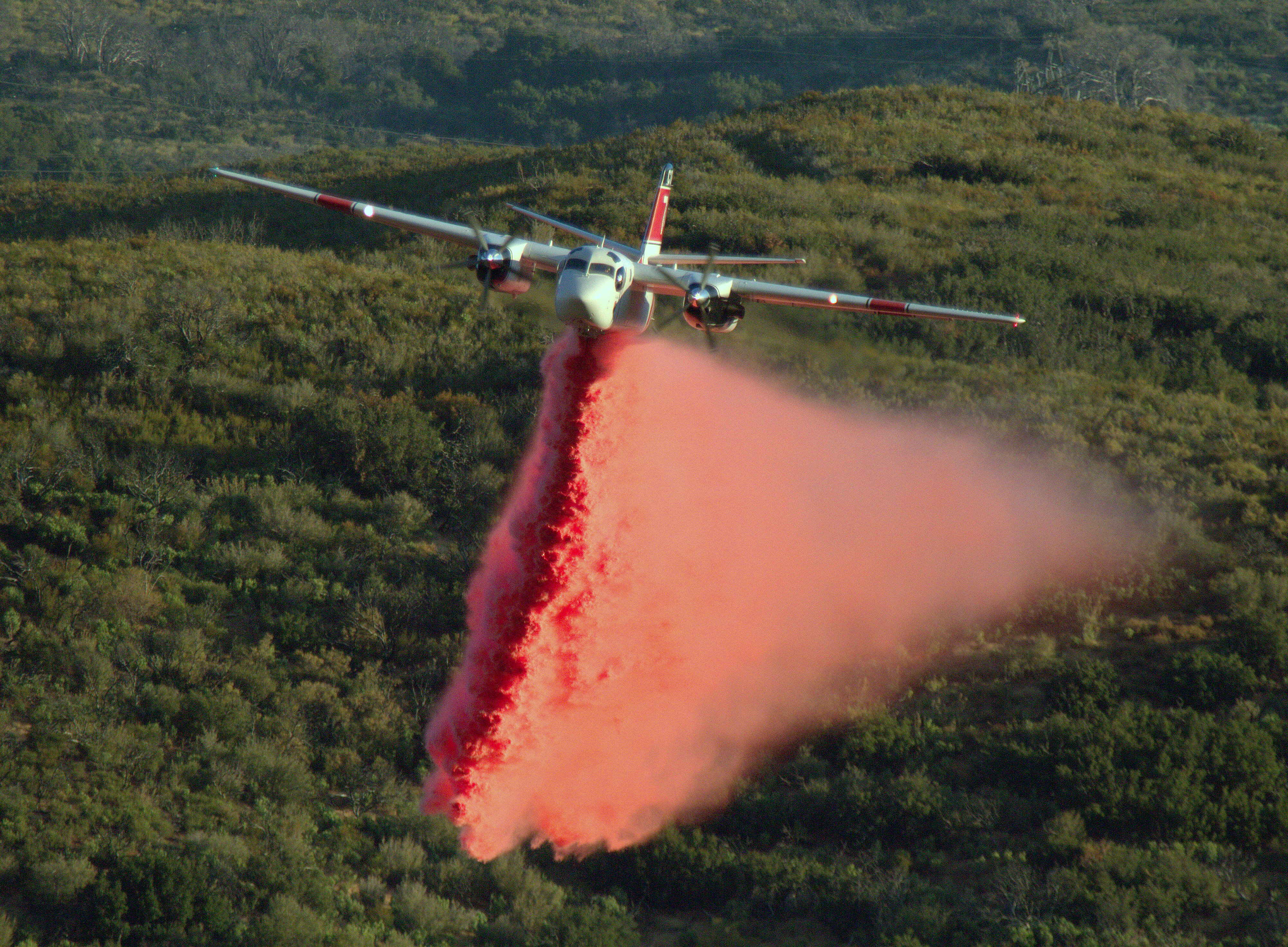
De rode kleur is van het brandvertragende middel
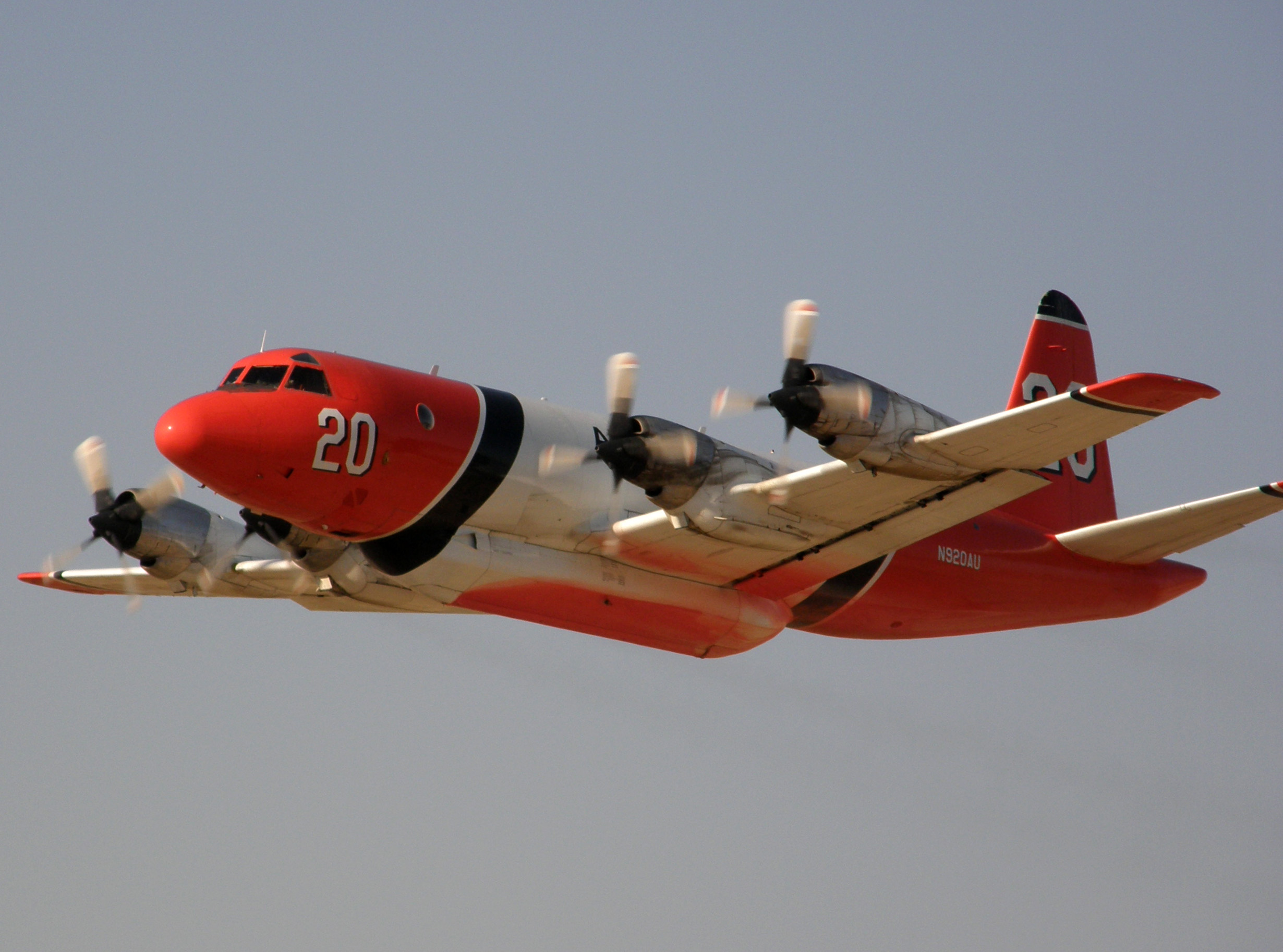
Een P-3A Orion tijdens de start vanaf Fox Field in Lancaster (Californië)
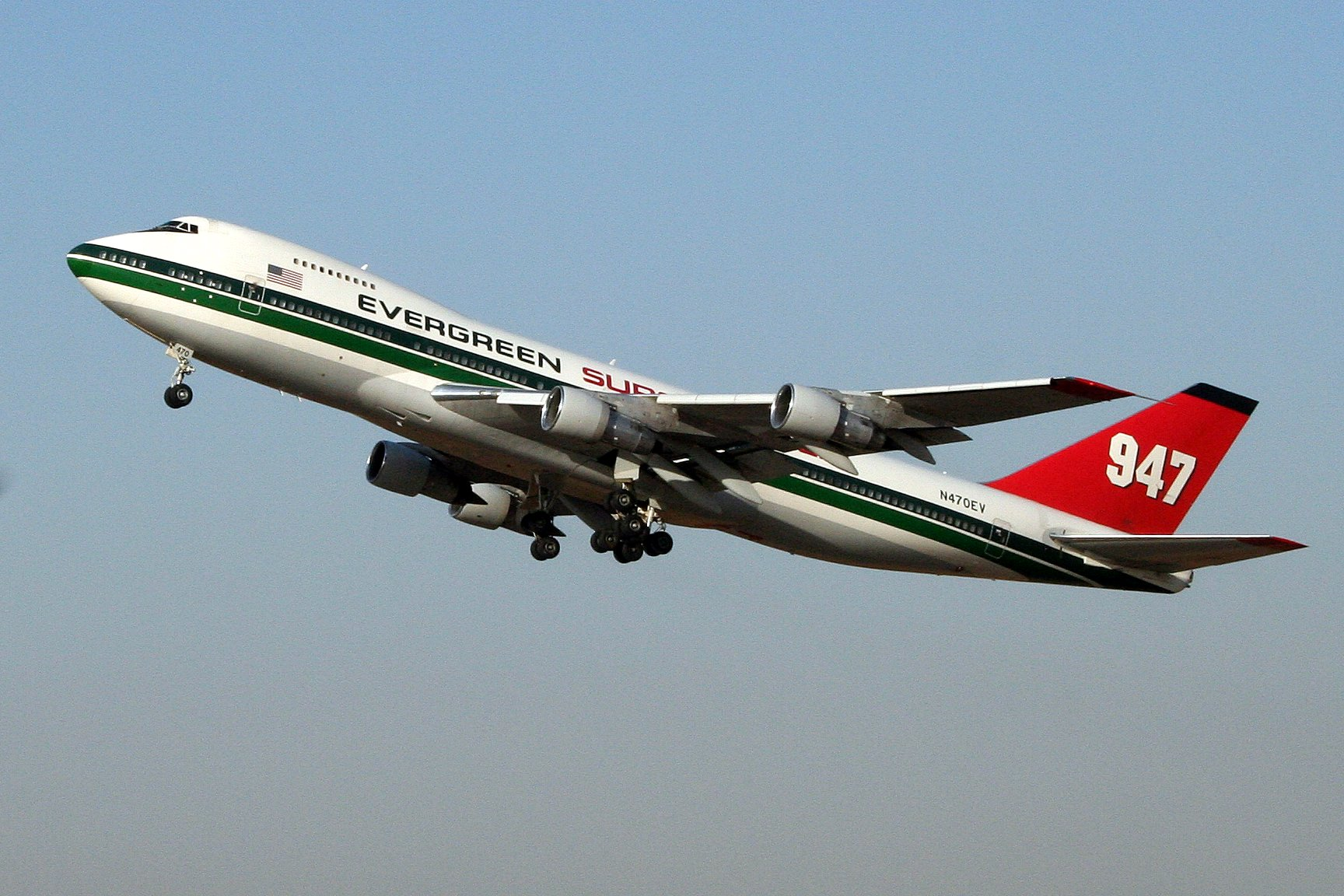
De Evergreen Supertanker 947